# Classe Izumo (2013)
Pour les articles homonymes, voir Izumo.
Pour les autres classes de navires du même nom, voir Classe Izumo.
La classe Izumo (anciennement 22DDH) sont des destroyers porte-hélicoptères (Hélicoptère Destroyer (DDH) dans la classification du Japon) de la force maritime d'autodéfense japonaise.

## Historique
Deux bâtiments composent la classe Izumo : Kaga et Izumo. Ils remplacent dans l'ordre de bataille de la flotte japonaise les bâtiments de la classe Shirane. Le Kaga est déclaré opérationnel le 22 mars 2017. L’Izumo, entré en service en mars 2015, reste jusqu'à cette date le navire amiral de la flotte de porte-hélicoptères japonais.
En décembre 2018, le gouvernement japonais annonce sa décision de convertir en porte-aéronefs le Izumo pour qu'il puisse opérer des F-35B, faisant ainsi de ce bâtiment le premier porte-aéronefs japonais depuis la Seconde Guerre mondiale.

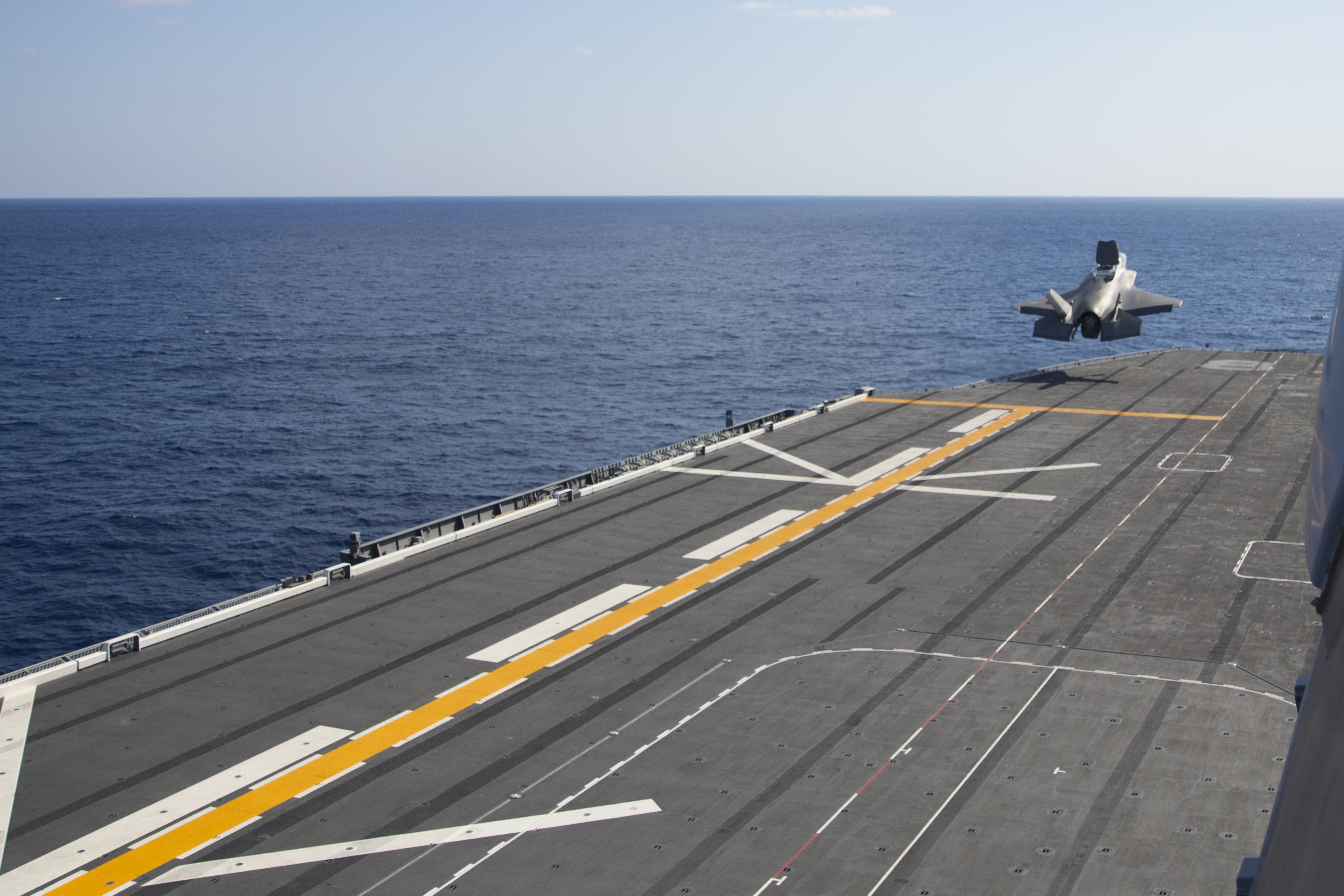
Izumo lance les F-35B du corps des Marines américains.

## Caractéristiques
Les bâtiments de cette classe sont construits par IHI Marine United Yokohama Shipyard pour accueillir jusqu'à officiellement 14 hélicoptères (une trentaine selon d'autres estimations) et disposent de 5 spots sur leur pont d'envol. Ils sont destinés à la lutte anti-sous-marine, à jouer le rôle de navire-amiral et assurer un rôle de sauvetage. Ils peuvent transporter 450 passagers militaires et civils et pourront embarquer des V-22 Osprey de la force terrestre d'autodéfense japonaise. Ils sont équipés d'un sonar OQQ-22 et de deux lanceurs Raytheon RIM-116 Rolling Airframe Missile SeaRAM. Jamais depuis la Seconde Guerre mondiale le Japon ne s'était offert de tels navires de guerre, sur les capacités militaires desquels il fournit peu de précisions.
| Nom       | no coque | Quille          | Lancement    | Mis en service | Base                    |
| --------- | -------- | --------------- | ------------ | -------------- | ----------------------- |
| JDS Izumo | DDH-183  | 27 janvier 2012 | 6 août 2013  | 25 mars 2015   | Base navale de Yokosuka |
| JDS Kaga  | DDH-184  | 7 octobre 2013  | 27 août 2015 | 22 mars 2017   | Base navale de Kure     |